# For Your Eyes Only (singolo)
For Your Eyes Only è un singolo della cantante britannica Sheena Easton, pubblicato nel 1981. Il brano For Your Eyes Only, scritto da Bill Conti (autore della melodia) e da Mick Leeson (autore del testo), è il tema principale della colonna sonora del film omonimo (in italiano: Solo per i tuoi occhi) del ciclo di James Bond.
Il brano For Your Eyes Only ricevette una nomination al Premio Oscar e al Golden Globe come miglior canzone originale e il singolo raggiunse i primi posti delle classifiche in vari Paesi europei.

## Descrizione
Dopo aver composto la melodia di For Your Eyes Only, Bill Conti (che avrebbe voluto come interprete Donna Summer) chiese a Barbra Streisand di scrivere il testo, ma la cantante dovette declinare l'invito in quanto già impegnata con la realizzazione del film Yentl. Venne quindi scelto come paroliere Mick Leeson.
Per l'interpretazione furono dapprima "sondati" i Blondie, che rifiutarono in quanto alla cantante del gruppo Debbie Harry non piacque il testo. In seguito, la stessa Debbie Harry e il chitarrista del gruppo Chris Stein scrissero un altro brano da proporre per il film Solo per i tuoi occhi, brano che però non venne accettato.
Il singolo fu prodotto da Bill Conti e da Christopher Neil.
Il singolo raggiunse il primo posto delle classifiche nei Paesi Bassi e in Svizzera, il terzo posto in Austria e Svezia, il quarto in Nuova Zelanda e nel Regno Unito e il quinto in Germania.

## Tracce
7"
Musiche di Bill Conti.
1. For Your Eyes Only – 2:57 (testo: Mick Leeson)
2. For Your Eyes Only (Instrumental) – 1:30

## Classifiche
| Classifica    | Posizione massima | Nr. di settimane |
| ------------- | ----------------- | ---------------- |
| Austria       | 3                 | 12               |
| Belgio        | 5                 | 13               |
| Germania      | 5                 | 25               |
| Nuova Zelanda | 4                 | 11               |
| Paesi Bassi   | 1                 | 11               |
| Regno Unito   | 4                 |                  |
| Stati Uniti   | 8                 |                  |
| Svezia        | 3                 | 13               |
| Svizzera      | 1                 | 12               |

## Premi e nomination
- 1982: nomination al Premio Oscar come migliore canzone
- 1982: nomination al Golden Globe come migliore canzone originale

## Altre versioni (lista parziale)
Tra gli artisti che hanno inciso o eseguito pubblicamente una versione del brano For Your Eyes Only, figurano (in ordine alfabetico):
- Thomas Anders  (2006)[2][4]
- Shirley Bassey (1994)[2]
- John Christopher e la sua orchestra (versione strumentale; 1981)[2]
- Orchestra di Bill Conti (1981)[5]
- The Diamond Orchestra (1981)[6]
- Freedy Johnston (2017)[2]
- Dea Li (2008)[7]
- Maynard Ferguson (1982)[8]
- Jo Lemaine (1995)[2]
- The London Pops Orchestra (versione strumentale; 1995)[2]
- Anita Meyer (1987)[2]
- Jaimee Paul (2013)[2]
- Johnny Pearson e la London Orchestra (1981)[9]
- Natalie Powers (2006)[2]
- Penelope Sai (2016)[2]
- The Royal Philharmonic Orchestra (versione strumentale; 2005)[2]
- Sound Sensation (1981)[2]
- Starlite Orchestra (1987)[2]
- The Starshine Orchestra (1995)[2]
- Johan Stengård (versione strumentale; 2001)[2]
- Roger Williams (versione strumentale; 1987)[2]
- Tamara Wuytack (1994)[2]

### Adattamenti in altre lingue
- Il brano For Your Eyes Only è stato adattato in lingua tedesca da Thore Holgerson con il titolo In deinen Augen ed inciso in questa versione nel 1981 da Sollie Nero[2][10]
- Il brano For Your Eyes Only è stato adattato in lingua ceca da Pavel Žák con il titolo Jsem stále stejná ed interpretato in questa versione nel 1982 da Helena Vondráčková[2]
- Il brano For Your Eyes Only è stato adattato in lingua nederlandese da Wim De Winne con il titolo Door jouw ougen ed interpretato in questa versione nel 1998 da Ann De Winne[2]